# Asii Chemnitz Narup
Asii Chemnitz Narup (født 27. juni 1954 i Nuuk ) er en grønlandsk politiker for Inuit Ataqatigiit. Hun var borgmester i Sermersooq Kommune som blandt andet dækker hovedstaden Nuuk 2009-2019 og medlem af landsstyret 2002-2003 og 2003-2006. I 2021 var hun finans- og indenrigsminister.

## Familie
Asii Chemnitz Narup er datter af den dansk-grønlandske politiker og købmand Kaj Narup. Hendes mor kommer fra den grønlandske familie Chemnitz med blandt andet morbror Lars Chemnitz som var landsrådsformand. Hun har to søskende, den ene er fotografen Jørgen Chemnitz (født 1957). Asii Chemnitz Narup er gift med musikeren Juaaka Lyberth. De har to børn som adopterede fra Sydkorea.

## Uddannelse og erhvervskarriere
Asii Chemnitz Narup er uddannet socialrådgiver i København i 1981. Hun har bifag i kultur og samfund fra Grønlands Universitet (Ilisimatusarfik) 1989 og uddannet til sorg- og kriseterapeut i Dronningmølle 1996-1998.
Hun har arbejdet på en række forskellige sociale områder. I 1986 blev hun formand for det da nyoprettede Alkoholråd i Grnland. Hun har været aktiv i flere fonde og skrevet en række bøger om samfundsforhold.

## Politisk karriere

### Landssting og Landsstyre
Narup stillede op som første stedfortræder for Nukakuluk Kreutzmann ved landstingsvalget i 1991 og var i kommunalbestyrelsen i Nuuk Kommune 1992-1993 hvor hun indtrådte som suppleant.
Hun var i Landstinget fra 1999 til 2008.
I 2002 blev hun landsstyremedlem for familie og sundhed i Hans Enoksens 1. landsstyre-periode. Det varede kun lidt over en måned fra 14. december 2002 til 20. januar 2003 før koalitionen mellem Siumut og Inuit Ataqatigiit brød sammen. Hun blev igen landsstyremedlem for familie og sundhed i Hans Enoksens 3. landsstyre fra 13. september 2003 til 15. april 2005. Fra 15. april 2005 til 1. december 2005 har hun kun landsstyremedlem for sundhed da Tommy Marø (Siumut) overtog familieområdet. I Hans Enoksens 4. landsstyre var hun landsstyremedlem for sundhed og miljø fra 1. december 2005 til 15. november 2006. Hun forlod landsstyret i 2006 fordi hun følte sig forfulgt af sine kolleger.
Narup blev politisk næstformand i Inuit Ataqatigiit i 2007.

### Borgmester
Ved kommunalvalget i 2008 fik hun med 994 stemmer det højeste stemmetal i den nyoprettede Sermersooq Kommune. IA indgik en konstitueringsaftale med Demokraterne og Per Nukaaraq Hansen som gjorde Narup til kommunens første borgmester. Hun trak derefter fra Landstinget for at hellige sig borgmesterposten. Hun blev genvalgt ved kommunalvalgene i 2013 og 2017. I maj 2019 sendte DR en dokumentarfilmen Byen, hvor børn forsvinder om børnemishandling i byen Tasiilaq i kommunen. Det udløste en debat som fik Demokraterne til at trække deres støtte gennem 10 år til Narup som borgmester. Hun gik af 11. juni 2019 som borgmester og kommunalbestyrelsesmedlem. Charlotte Ludvigsen fra IA blev ny borgmester.

### Comeback i landspolitik
Narup stillede efter en pause i politik igen op til inatsisartutvalget i 2021 og blev valgt med 985 stemmer. Hun blev efterfølgende finans- og indenrigsminister i Regeringen Múte Bourup Egede I.
Kommunernes Tilsynsråd udtalte i november 2021 stærk kritik af at Sermersooq Kommune havde lejet private boliger i Nuuk og genudlejet dem med tab til borgere i kommunen samt andre forhold. Det var begyndt mens Narup var borgmester, og derfor krævere Siumut Narups afgang som minister. Hun trak sig fra som minister 23. november 2021 på grund af tilsynsrådets kritik i sagen.

## Hæder
Hun blev tildelt den grønlandske fortjenstmedalje Nersornaat i sølv i 2015 og ridderkorset af 1. grad af Dannebrogordenen i 2012.